# 頭家厝
頭家厝，是臺灣臺中市潭子區的一個傳統地域名稱，位於該區南部。相較於今日行政區，其範圍大致包括頭家里、家福里、家興里、頭家東里不含最北端、甘蔗里南部凸出部分東南端。

## 歷史
台灣清治末期至日治初期，頭家厝地區為一街庄，稱為「頭家厝庄」，隸屬於捒東上堡。該庄北與甘蔗崙庄、瓦磘仔庄為鄰，東與舊社庄為鄰，南邊為三份埔庄，西邊及西北邊為四張犁街。
1901年（日治明治三十四年）11月，全台廢縣廳改設二十廳，該庄隸屬於臺中廳。1903年（明治三十六年）6月，該庄編入「潭仔墘區」，仍隸屬於臺中廳。1909年（明治四十二年）10月，合併二十廳為十二廳，潭仔墘區隸屬不變。1920年（大正九年），全台地方制度大改正，廢十二廳改設五州二廳，該庄改制為「頭家厝」大字，隸屬於臺中州豐原郡潭子庄。
戰後潭子庄改制為潭子鄉，隸屬於臺中縣，大字亦改制為村。1950年10月，中、彰、投分治，潭子鄉仍隸屬臺中縣。2002年2月，舊頭家村已達3萬人口（時潭子鄉也僅9萬人口），頭家厝一分為四：「頭家村、家福村、家興村、頭家東村」，合稱「頭家四村」。2010年12月，臺中縣市合併為直轄臺中市，潭子鄉改制為潭子區，頭家四村亦改制為里。

## 聚落
本地區發展較早的聚落為頭家厝、雙張，在日治期初期的官方地圖上已有記載。此外，國民政府撤退到台灣後，本地區尚建有金蘭社區、大成社區、精忠八村等聚落至今。

## 交通
台鐵山線大致以北偏東－南偏西走向經過頭家厝地區東部，但長期未設站。臺中都會區鐵路高架捷運化計畫中，預留頭家厝車站設站空間。已於2018年10月28日通車。
省道台3線（中山路一段）俗稱「內山公路」，是臺北至屏東的幹道，大致以北偏東—南偏西走向轉北向南經過本地區中部偏東地帶，並大致位於鐵路西側。由該道路向北偏東轉北可前往潭子市區、豐原、石岡、東勢等地，向南偏西轉南可前往北屯、台中市區、大里、霧峰等地。
省道台74線原稱「中彰快速道路」，現稱「快官霧峰線」，是彰化縣快官繞行臺中市區外圍至霧峰的快速道路，大致以西向東經過本地區北端。由該道路向西可前往北屯西北部、西屯、南屯、烏日等地，向東繞大彎轉南可前往北屯中部、太平、大里、霧峰等地。
區道中86-1線（潭興路二段）是潭子至湳底的道路，大致以西北—東南走向轉西北西—東南東走向經過本地區北部邊界最東側。由該道路向西北轉北偏東可前往潭子、茄荎角西南部並止於區道中86線路口，向東南東轉東蜿蜒而行可前往聚興地區東部並止於潭子區、北屯區交界處。
區道中126線（頭張路二段）是頭家村至頭家厝的道路，其西側端點位於本地區西部潭子區、北屯區交界處的回龍橋。由此向東北轉東北東再轉東南東再轉東可前往本地區中部偏東並止於省道台3線路口。

## 學校
- 臺中市潭子區頭家國民小學